# СеняФедя
«#СеняФедя» — российский комедийный сериал, спин-офф ситкомов «Кухня», «Отель Элеон» и «Гранд» (1—2 сезоны). Премьера сериала состоялась на канале СТС 19 ноября 2018 года.
Слоганы: «Это наша кухня!» (1—2 сезоны), «Мощщщный сезон» (3 сезон), «Полный фарш» (4 сезон), «Идём ва-банк!» (5 сезон).
Ограничение по возрасту — 16+.

## История создания
Автором идеи проекта является генеральный продюсер СТС, режиссёр 4—6 сезонов «Кухни» Антон Федотов:
«Новый проект скорее альтернативное развитие событий жизни Сени и Феди. Эти герои — две самые яркие маски «Кухни», на которых держался основной юмор сериала. Мы подумали, что было бы любопытно посмотреть на приключения этой парочки, чем-то напоминающей героев фильма «Тупой и ещё тупее», в совершенно новых обстоятельствах, абстрагируясь от привычного мира ресторанов Claude Monet и Victor».
— 
Съёмки сериала стартовали 6 июля 2018 года. Из-за разногласий между СТС и Yellow, Black and White (в компании параллельно работали над сериалом «Гранд», логическим продолжением «Отеля Элеон», для телеканала «Супер») в конце 2017 года к процессу были подключены новые производящие студии, съёмочные и сценарные группы.
Премьера первого сезона состоялась 19 ноября 2018 года на канале СТС. Премьера завершилась 6 декабря 2018 года.
В декабре 2018 года СТС официально продлил сериал на второй сезон.
По задумке, в первом сезоне должно было быть 12 серий. Но телеканал СТС перенёс 12 серию во второй сезон.
Премьера второго сезона состоялась 13 мая 2019 года на канале СТС. Премьера завершилась 29 мая 2019 года.
Премьера третьего сезона состоялась 7 октября 2019 года на канале СТС. Если 1—2 сезоны по жанру были смесью скетчкома и ситкома, то с третьего сезона сериал стал типичным ситкомом. Премьера завершилась 7 ноября 2019 года.
В декабре 2019 года начались съёмки четвёртого сезона сериала. Премьера четвёртого сезона состоялась 31 августа 2020 года на канале СТС. Премьера завершилась 24 сентября 2020 года.
19 июня 2021 года стартовали съёмки пятого сезона сериала. Премьера пятого сезона состоялась 7 декабря 2021 года на канале СТС. Премьера завершилась 18 августа 2022 года.

## Сюжет
Сеня и Федя не хотят больше ни на кого работать и увольняются из ресторана Victor. Они решают открыть собственный бизнес — закусочную на колёсах — фудтрак «И рыба и мясо». Параллельно с ведением бизнеса в сериале показаны семейный быт Сени и его жены Марины, а также холостяцкая жизнь Феди, в квартиру которого довольно часто наведывается его мама, мечтающая о женитьбе сына и о внуках.
В четвёртом сезоне Сеня проигрывает крупную сумму денег, после чего влезает в долги и становится жертвой махинаций коллекторов. Тем временем из тюрьмы сбегают двое заключённых: они ищут фудтрак, в котором спрятано контрабандное золото, и вскоре в их поле зрения попадает фудтрак Сени и Феди. В конце сезона Сеня и Федя находят в своём фудтраке золото и благодаря этому расширяют свой бизнес — открывают собственный ресторан. Федя делает предложение Даше. У Сени и Марины рождается дочь.
События пятого сезона начинаются с того, что ресторан Сени и Феди сгорает, а Сеня в состоянии алкогольного опьянения садится за руль фудтрака и устраивает ДТП. Чтобы избежать ответственности, Сеня инсценирует похищение фудтрака. Между тем Сеня и Федя вновь получают возможность вести собственное дело: они открывают бургерную в помещении, предоставленном им банкиром Борисом Коноваловым.

## В ролях

### Главные роли
| Актёр                        | Роль |
| ---------------------------- | --- |
| Сергей Лавыгин               | Арсений Андреевич Чуганин (Сеня) / Жора, альтер-эго Сени (4 сезон) повар-универсал, специалист по мясу, хозяин фудтрака и бургерной «И рыба и мясо», отец Луки и Саши |
| Михаил Тарабукин             | Фёдор Михайлович Юрченко (Федя), повар-универсал, специалист по рыбе, хозяин фудтрака и бургерной «И рыба и мясо»                                                     |
| Анна Бегунова                | Марина Антоновна Чуганина, экономист, жена Сени, мать Луки и Саши |
| Ирина Серова                 | Светлана Петровна, мать Феди, учитель русского языка и литературы |
| Кирилл Набатов и Борис Гусев | Александр и Лука Арсеньевичи Чуганины, сыновья Сени и Марины |
| Анна Старшенбаум             | Даша (Дарья Сергеевна), дочь хозяйки квартиры Феди, девушка/невеста Феди (4—5 сезоны)                                                                                 |

### Роли второго плана
| Актёр                  | Роль                                                                                          |
| ---------------------- | --------------------------------------------------------------------------------------------- |
| Ольга Сташкевич        | Елена, подруга Марины, консультант в магазине                                                 |
| Юлия Сулес             | Надежда Васильевна, мама Марины, тёща Сени, бабушка Саши и Луки (2—5 сезоны)                  |
| Наталья Унгард         | Ксения Ивановна, воспитательница Саши и Луки в детском саду (2—4 сезоны)                      |
| Владимир Дубровский    | Николай, ухажёр/жених Светланы Петровны (2—5 сезоны)                                          |
| Александр Красовский   | Брячислав (Славян), новый сосед Сени и Феди, спортсмен (3—5 сезоны)                           |
| Ксения Кастор          | Людмила Николаевна, новая владелица квартиры Феди, мать Даши (3—5 сезоны)                     |
| Дмитрий Белоцерковский | майор ФСБ Максим Анатольевич Проскуркин, одноклассник Феди (3—5 сезоны)                       |
| Максим Мальцев         | сотрудник ФСБ Рыков, напарник Максима (3—5 сезоны)                                            |
| Наталья Бергер         | Юлия, девушка/бывшая девушка Феди, медсестра в больнице (4 сезон)                             |
| Сергей Неудачин        | Пётр Шульц, беглый заключённый (4 сезон)                                                      |
| Виталийс Семёновс      | Григорий Васильчик, беглый заключённый (4 сезон)                                              |
| Денис Бузин            | Степан, работник микрофинансовой организации (4 сезон)                                        |
| Андрей Пынзару         | Павел, работник микрофинансовой организации (4 сезон)                                         |
| Андрей Федорцов        | Андрей Арсеньевич Чуганин, отец Сени (5 сезон)                                                |
| Анатолий Кот           | Борис Геннадьевич Коновалов, банкир, главарь бандитов (5 сезон)                               |
| Клим Поплавский        | Роман Борисович Коновалов, бандит, сын Бориса (5 сезон)                                       |
| Борис Зверев           | Айрат, бандит (5 сезон)                                                                       |
| Сергей Беляев          | бизнес-партнёр и инвестор Бориса (5 сезон)                                                    |
| Евгения Ахременко      | бизнес-партнёрша и инвестор Бориса (5 сезон)                                                  |
| Валерий Панков         | Жученко, следователь (5 сезон)                                                                |
| Пётр Вакуленко         | Валерий, повар в бургерной (5 сезон)                                                          |
| Дмитрий Смолев         | Григорий, повар в бургерной (5 сезон)                                                         |
| Наталья Кийко          | Янина Игоревна (Яна), официантка/управляющая в бургерной, любовница Романа и Бориса (5 сезон) |
| Мария Баева            | Ольга, официантка в бургерной (5 сезон)                                                       |
| Елизавета Гончаренко   | Мария, официантка в бургерной (5 сезон)                                                       |

### Камео
| Актёр          | Роль                                                                |
| -------------- | ------------------------------------------------------------------- |
| Дмитрий Нагиев | владелец ресторана Claude Monet, успешный актёр и шоумен (24 серия) |

## Список сезонов
| Сезон | Сезон | Кол-во серий | Период трансляции                |
| ----- | ----- | ------------ | -------------------------------- |
|       | 1     | 11           | 19 ноября — 6 декабря 2018       |
|       | 2     | 12           | 13 — 29 мая 2019                 |
|       | 3     | 17           | 7 октября — 7 ноября 2019        |
|       | 4     | 17           | 31 августа — 24 сентября 2020    |
|       | 5     | 17           | 7 декабря 2021 — 18 августа 2022 |

## Список серий

### Сезон 1
| № серии | Премьера       | Описание серии |
| ------- | -------------- | --- |
| 1       | 19 ноября 2018 | Сеня и Федя решают открыть собственный бизнес — закусочную на колёсах. Совместная работа не ладится с первого дня, но разойтись друзья не могут, ведь ничто так не объединяет людей, как совместный кредит.         |
| 2       | 19 ноября 2018 | Мама вмешивается в жизнь Феди, и от этого страдают и её сын, и Сеня. Хотя мама приехала ненадолго, герои придумывают как «избавиться» от неё.                                                                       |
| 3       | 20 ноября 2018 | Сеня нанимает охранника — человека угрожающей наружности и неясного прошлого, чтобы обезопасить себя от хулиганов, которые повадились обедать в закусочной на халяву.                                               |
| 4       | 21 ноября 2018 | Сеня чувствует, что их отношения с Мариной претерпевают не лучшие времена, а спальня стала от слова «спать». Поможет герою наладить отношения с женой великий знаток женщин — Федя.                                 |
| 5       | 22 ноября 2018 | Чтоб вызволить фудтрак, попавший на штрафстоянку, друзья организовывают праздник для подполковника ГИБДД/ГАИ, который с коллегами отмечает присвоение очередного звания.                                            |
| 6       | 26 ноября 2018 | Оставшись однажды присмотреть за детьми Сени, Федя неожиданно для себя обнаруживает, что дети — это отличный крючок, чтобы привлекать девушек.                                                                      |
| 7       | 27 ноября 2018 | Увлёкшись очередной красоткой и забыв обо всём на свете, Федя затапливает квартиру снизу, в которой живёт Сеня. Хозяйка не без помощи Сени выселяет Федю, после чего Сеня пытается помочь другу вселиться обратно.  |
| 8       | 28 ноября 2018 | Первый визит санинспектора оборачивается большими проблемами. Санинспектор — одинокая женщина, и Сеня уговаривает Федю соблазнить её, чтобы спасти бизнес. Как всегда, всё оборачивается не так, как планировалось. |
| 9       | 29 ноября 2018 | Мама своим присутствием портит день рождения Феди и тогда он решает отпраздновать его снова, но в списке приглашённых не оказывается лучшего друга Сени.                                                            |
| 10      | 5 декабря 2018 | Федя знакомится со спортсменкой, которая поначалу видится ему девушкой мечты: красивой, страстной и самое главное — ненавязчивой. Но оказывается, что у спортсменки имеются далеко идущие планы в отношении него.   |
| 11      | 6 декабря 2018 | Солнце, пляж, холодные коктейли и девочки. Работать в таких условиях и так трудно, а Федя ещё и приглашает двух подружек прямо в фудтрак, на мастер-класс лучшего повара Сени.                                      |

### Сезон 2
| № серии | Премьера    | Описание серии |
| ------- | ----------- | --- |
| 1 (12)  | 13 мая 2019 | Чтобы произвести впечатление на новую подружку, Федя выдаёт себя за крутого рэпера, не подозреваея, что ему придётся сразиться в рэп-баттле с настоящим профессионалом. |
| 2 (13)  | 13 мая 2019 | К Сене приезжает погостить тёща, с которой раньше они жили душа в душу. Но теперь тёщу как подменили. Чтобы минимизировать общение с родственницей, Сеня, по совету Феди, «устраивается» на вечернюю работу, а на самом деле все вечерние «рабочие» часы проводит у друга. |
| 3 (14)  | 14 мая 2019 | Не справляясь с большим потоком покупателей, ребята решают нанять себе помощницу, которая быстро начинает манипулировать ими. |
| 4 (15)  | 15 мая 2019 | Марина просит Сеню сыграть роль парня своей подруги Лены, чтобы её приревновал молодой человек, с которым они недавно расстались. Сеня привлекает к операции «Ревность» лучшего друга Федю.                                                                                |
| 5 (16)  | 16 мая 2019 | Чтобы сэкономить, Сеня вызывается сыграть Деда Мороза на новогоднем празднике в детском саду у своих детей. Но оказывается, что перед Новым годом совсем непросто найти хороший костюм Деда Мороза.                                                                        |
| 6 (17)  | 20 мая 2019 | Узнав о беременности своей девушки, Федя решает стать образцовым отцом, а это начинает доставлять недовольство окружающим. |
| 7 (18)  | 21 мая 2019 | У ребят появился новый сосед, который занял их парковочное место во дворе. Начинается война, в которой Сеня неожиданно оказывается между двух огней. |
| 8 (19)  | 22 мая 2019 | Федя уверен, что его прокляла очередная его девушка. Чтобы избавиться от «проклятия», Федя обращается к профессиональной ясновидящей, которая начинает избавлять его от денег.                                                                                             |
| 9 (20)  | 23 мая 2019 | В преддверии 14 февраля — самого нелюбимого праздника Сени, но любимого праздника Марины, парень пытается сэкономить на подарке для жены, и это выливается в большие проблемы.                                                                                             |
| 10 (21) | 27 мая 2019 | Федя, устав от постоянных попыток мамы познакомить его с девушкой, решает устроить одинокой маме личную жизнь. |
| 11 (22) | 28 мая 2019 | Федя обнаруживает у себя седой волос. Его желание сохранить молодость начинает сказываться и на работе и на личной жизни. |
| 12 (23) | 29 мая 2019 | Сеня подозревает Марину в измене. Его подозрения подогревает Федя — большой спец по неверным замужним дамам. |

### Сезон 3
| № серии | Премьера        | Описание серии |
| ------- | --------------- | --- |
| 1 (24)  | 7 октября 2019  | В погоне за большими деньгами Сеня и Федя решают «клонировать» Дмитрия Нагиева. |
| 2 (25)  | 7 октября 2019  | Федя осуществляет свою давнюю мечту — покупает мотоцикл. Окружающие считают, что Федя вступил в «клуб самоубийц» и пытаются уговорить его отказаться от мотоцикла.                              |
| 3 (26)  | 8 октября 2019  | У Сени не ладится с детьми, у Феди — с соседями. Неизвестно, что принесёт парням больше проблем.                                                                                                |
| 4 (27)  | 9 октября 2019  | В подъезд к парням въезжает новый сосед. Отношения между соседями не ладятся, при этом Сеня и Федя подозревают соседа в убийстве.                                                               |
| 5 (28)  | 10 октября 2019 | Сеня и Марина меняются ролями. Теперь Марина работает с Федей, а Сеня ведёт домашнее хозяйство.                                                                                                 |
| 6 (29)  | 15 октября 2019 | Сеня и Федя борются с коррупцией, погонями, драками и стрельбой. |
| 7 (30)  | 16 октября 2019 | Марина увольняется, чтобы найти занятие по душе. Сеня пытается одновременно быть хорошим мужем и здравым человеком.                                                                             |
| 8 (31)  | 17 октября 2019 | Детективная история в стиле «Настоящего детектива» / True detective. Сеня МакКонахи и Федя Харрельсон расследуют крайне таинственное преступление.                                              |
| 9 (32)  | 22 октября 2019 | Сеня подозревает, что шеф Марины предлагает ей повышение не просто так. Марина уверяет, что у них чисто деловые отношения, но это только усиливает подозрения.                                  |
| 10 (33) | 23 октября 2019 | Марина начинает страдать от игровой зависимости, и Сеня делает всё возможное, чтобы избавить девушку от неё.                                                                                    |
| 11 (34) | 24 октября 2019 | Сеня ставит деньги для заправки фудтрака на выигрыш футбольной команды. Это становится причиной его ссоры с Федей, которая зашла слишком далеко, вплоть до продажи бизнеса.                     |
| 12 (35) | 29 октября 2019 | Сеня делает головокружительную карьеру в шоу-бизнесе, что сказывается на его отношениях с семьёй.                                                                                               |
| 13 (36) | 30 октября 2019 | Федя вынужден неделю присматривать за собачкой, но хочет, чтобы это делал Сеня. Сеня этого не хочет, но зато очень хочет Марина. В итоге маленькая собачка становится причиной больших проблем. |
| 14 (37) | 31 октября 2019 | Сеня не хочет идти на вечер встреч выпускников, потому что в школе над ним издевались. Федя вызывается помочь ему и предлагает прикинуться крутым бизнесменом.                                  |
| 15 (38) | 6 ноября 2019   | На проходное место, которое долго «прикармливали» Сеня и Федя, претендуют симпатичные девушки-конкурентки. Сеня развязывает беспощадную войну.                                                  |
| 16 (39) | 6 ноября 2019   | Сеня собирается победить в конкурсе по поеданию бургеров, но возникает проблема — Феде тоже очень нужны деньги.                                                                                 |
| 17 (40) | 7 ноября 2019   | Сеня не уверен, что сейчас подходящее время, чтобы заводить третьего ребёнка. Но как на это отреагирует Марина?                                                                                 |

### Сезон 4
| № серии | Премьера         | Описание серии |
| ------- | ---------------- | --- |
| 1 (41)  | 31 августа 2020  | Сеня вновь готовится стать отцом. Ему и Марине предстоит испытать на себе все «прелести» бесплатной медицины. Федя, похоже, всерьёз задумался о семейной жизни. Неожиданно в его жизнь вливается ещё одна девушка — Даша. Тем временем, из колонии совершают побег двое заключённых, которые одержимы поисками «золочёного» фудтрака. |
| 2 (42)  | 31 августа 2020  | Феде приходится делить жилплощадь с Дашей, от чего он не в восторге, а Сеня выигрывает в спортивной ставке, после чего решает сорвать куш по-крупному. Бандиты начинают поиски фудтрака. |
| 3 (43)  | 31 августа 2020  | Сеня не может признаться Феде в том, что он проиграл их кредитные деньги, поэтому предлагает временно пожить у себя, когда Федя решает съехать от Даши. Бандиты получают в руки список со всеми фудтраками, которые есть в России. |
| 4 (44)  | 31 августа 2020  | Сене не хватает духа признаться в своём проигрыше, его мучает совесть, в то время как Марина собирается праздновать закрытие кредита, а между тем война между Дашей и Федей продолжается. |
| 5 (45)  | 3 сентября 2020  | Накануне Сеня взял деньги в микрозайме и, как теперь выясняется, под большой процент. Не желая платить, он решает закосить под тяжелобольного. Даша решает помочь Феде помириться с Юлей. |
| 6 (46)  | 7 сентября 2020  | Сеня в последнее время ведёт себя очень подозрительно, у Марины возникают подозрения в измене мужа. К Даше приезжает бывший жених Александр, чем Федя решает воспользоваться. |
| 7 (47)  | 7 сентября 2020  | Сеня ни за что не упустит возможности содрать побольше денег с Александра за разбитую машину, поэтому приглашает его в гости и устраивает вечеринку. Даша с Федей ищут Александра. |
| 8 (48)  | 9 сентября 2020  | Сеня находит у себя дома утерянный кошелёк с крупной суммой и встаёт перед нелёгким выбором, а у Феди решается квартирный вопрос. |
| 9 (49)  | 10 сентября 2020 | Александр решает устроить Даше сюрприз и сделать ей предложение, но случайным образом кольцо оказывается на пальце у Светланы Петровны, а Сеня с Федей — в неловком положении. |
| 10 (50) | 14 сентября 2020 | Чтобы рассчитаться с коллекторами, Сеня в тайне от Феди решает заняться нелегальной продажей алкоголя, что оборачивается неприятностями. Федя решает пригласить Дашу на концерт. |
| 11 (51) | 15 сентября 2020 | Сеня пытается доказать Марине, что дети для него не просто «статья расходов». А Федя с Дашей узнают, что их бывшие вторые половинки встречаются, и решают устроить фотосессию влюблённых. |
| 12 (52) | 16 сентября 2020 | Коллекторы переходят к активным действиям и Сене приходится рассказать Феде всю правду. Чтобы решить проблему, друзья решают выкрасть договор на кредит. |
| 13 (53) | 17 сентября 2020 | У Сени остаётся единственный вариант вернуть фудтрак — внести в залог квартиру. Федя с Дашей решили уехать на Бали. У бандитов не остаётся сомнений — золото в фудтраке парней. |
| 14 (54) | 21 сентября 2020 | Бандиты угоняют фудтрак парней и пригоняют его на СТО. Сеня в полном отчаянии и Федя с Дашей предлагают выход — открыть собственный ресторан. |
| 15 (55) | 22 сентября 2020 | Родные и близкие Феди решили отпраздновать его день рождения, только вот Сеню с Федей по дороге в глухом лесу захватили бандиты. |
| 16 (56) | 23 сентября 2020 | Сеня с Федей не могут спокойно жить, зная что в их фудтраке спрятано золото. Но найти его мешают коллекторы, бандиты и полицейская спецоперация. |
| 17 (57) | 24 сентября 2020 | Бандиты берут в заложники Сеню с Мариной и требуют выдать им золото. В это время Федя находит, где именно спрятано золото. Чем закончится эта история? |

### Сезон 5
| № серии | Премьера        | Описание серии |
| ------- | --------------- | --- |
| 1 (58)  | 7 декабря 2021  | Друзей ожидает напряжённый день: Федя должен успеть в ЗАГС подать заявление, а Сеню ждёт встреча с человеком из прошлого… |
| 2 (59)  | 7 декабря 2021  | Умудрившись сжечь собственное кафе, Сеня и Федя оказываются перед перспективой продажи фудтрака, однако они вынуждены заявить об угоне, а встреча с отцом Сени наводит главаря бандитов на хитроумный план.                                                        |
| 3 (60)  | 8 декабря 2021  | Утром Федя просыпается в одной постели с официанткой, Сеня, тем временем, пытается испортить главную улику, а отец Сени начинает подозревать, что бандиты отдали им кафе не просто так.                                                                            |
| 4 (61)  | 8 декабря 2021  | Сеня скрывает фудтрак на даче у соседа и всячески пытается скрыть этот факт перед Федей, когда тот начинает подозревать соседа, а отец Сени находит бывшего владельца помещения кафе и пытается разобраться с бандитами.                                           |
| 5 (62)  | 9 декабря 2021  | Сеня с отцом пытаются избавиться от фудтрака и решают продать его на запчасти, однако попадают в неприятную историю, а Федя пытается удалить компромат из телефона Яны и приглашает её к себе в гости.                                                             |
| 6 (63)  | 15 февраля 2022 | Сеня с отцом пытаются найти и надёжно спрятать фудтрак, пока следователь ни о чём не догадался. Даша, увидев Сеню с Яной, решает что они любовники. |
| 7 (64)  | 15 февраля 2022 | Сеня с отцом пытаются сдружиться с бандитом Ромой и идут с ним в баню. Яна, тем временем, сообщает Феде, что Сеня решил в тайне от него расширить бизнес. |
| 8 (65)  | 16 февраля 2022 | Сеня узнаёт, что спалил миллиард бандитов и решает сдать их ФСБ. Ему нужно собрать доказательства, что он и поручает своему отцу. Яна пытается заполучить должность управляющего, из-за чего Федя с Сеней в очередной раз влипают в нелепую ситуацию.              |
| 9 (66)  | 17 февраля 2022 | Сеня и Федя решают избавиться от Яны, однако простое увольнение принесёт ещё больше проблем. Тем временем, на бандитов готовится спецоперация по захвату. |
| 10 (67) | 22 февраля 2022 | Федя пытается извиниться перед Дашей, и Сене приходится помочь другу… Отец Сени пытается нарыть компромат на банкира. |
| 11 (68) | 22 февраля 2022 | Яна становится управляющей. Сеня и Федя не собираются это терпеть и решают выйти из бизнеса, но это не так просто, к тому же определённые обстоятельства заставляют Федю повременить с уходом. Отцу Сени удаётся с помощью шантажа раздобыть чертежи банка Бориса. |
| 12 (69) | 24 февраля 2022 | Сеня с отцом решают ограбить банк Бориса и роют подкоп, но в их планы вмешивается Рома. Федя не оставляет попыток извиниться перед Дашей и помогает ему в этом бывший Даши Александр.                                                                              |
| 13 (70) | 24 февраля 2022 | Сеня рассказывает Феде про ограбление и про то, что это он сжёг миллиард бандитов, Феде ничего не остаётся как стать сообщником. Тем временем, следователь находит фудтрак парней и пригоняет его к бургерной, где их замечает Рома.                               |
| 14 (71) | 1 марта 2022    | Рома видит Яну в компании со своим отцом и решает отравить его и в этом ему помогают Сеня с Федей. Отец Сени пытается выбраться из коллектора. |
| 15 (72) | 2 марта 2022    | Сеня вместе с отцом, Ромой и Федей перетаскивают всё золото Бориса в фудтрак и собираются сбежать из города… |
| 16 (73) | 3 марта 2022    | Сотрудники бургерной обнаруживают дыру в стене. Рома решает сбежать вместе с золотом. В подвале разгорается настоящая борьба за выживание. |
| 17 (74) | 18 августа 2022 | Сеня и Федя в опасности, но ещё большая опасность грозит их возлюбленным… |